# Антигуанско-венесуэльские отношения
Антигуанско-венесуэльские отношения — двусторонние дипломатические отношения между Антигуа и Барбудой и Венесуэлой.

## История
В июне 2009 года Антигуа и Барбуда официально стала членом региональной организации Боливарианский альянс для народов нашей Америки (АЛБА) и нефтяного альянса «Петрокарибе». В том же году Антигуа и Барбуда получила от Венесуэлы 50 млн $. После банкротства банков американского бизнесмена Аллена Стэнфорда президент Венесуэлы Уго Чавес направил финансовую помощь Антигуа и Барбуде, которая как раз зависела от инвестиций Стэнфорда.
Премьер-министр Антигуа и Барбуды Гастон Браун выразил поддержку президенту Венесуэлы Николасу Мадуро после президентских выборов в Венесуэле в 2018 году, заявив, что Мадуро был избран демократическим путём. 5 июня 2018 года Антигуа и Барбуда воздержались в резолюции Организации американских государств (ОАГ), одобренной на четвёртом пленарном заседании 48-й Генеральной Ассамблеи ООН, где результаты выборов, на которых Мадуро стал победителем, были объявлены неизвестными.
10 января 2019 года Антигуа и Барбуда вновь воздержались при голосовании по резолюции Постоянного совета ОАГ, на которой легитимность нового президентского срока Мадуро была объявлена сомнительной.